# Rhythm Paradise Megamix
Rhythm Paradise Megamix, connu aux États-Unis sous le nom de Rhythm Heaven Megamix, et au Japon, sous le nom de Rhythm Tengoku: The Best Plus (リズム天国 ザ・ベスト＋, Rizumu Tengoku: Za Besuto Purasu), est un jeu de rythme développé et édité par Nintendo pour la Nintendo 3DS. Il est le quatrième jeu de la série des Rhythm Paradise et compile les niveaux des opus précédents : Rhythm Tengoku, Rhythm Paradise, et Beat the Beat: Rhythm Paradise, ainsi que des inédits. Le jeu est sorti au Japon en juin 2015, et aux États-Unis, en Europe, en Océanie et en Corée du Sud tout au long de l'année 2016.

## Système de jeu
Comme les trois autres opus dans la série, Rhythm Paradise Megamix est composé de plusieurs jeux de rythme, consistant à battre le rythme de différentes musiques en rythme avec la musique. Le joueur peut aussi bien jouer à avec les boutons physiques de la console, à l'instar du jeu original, Rhythm Tengoku, ou bien au stylet, à la manière de Rhythm Paradise. Le jeu propose plus de 100 mini jeux de rythme, dont environ 70 adaptés des opus précédents et environ 30 originaux, ainsi que des versions «remixées» de certains mini-jeux, accessibles au fur et à mesure de la progression dans le jeu.
Megamix dispose d'un mode Histoire dans lequel les joueurs tentent d'aider un personnage du nom de Tibby à atteindre le Paradis du Rythme, son domicile. Ce mode de jeu fait jouer le joueur de manière linéaire au travers des différents mini-jeux, tout en étant périodiquement interrompu dans sa progression par des défis. Il reste cependant possible de rejouer les niveaux précédemment terminés.

## Développement
Masami Yone, le réalisateur de Beat the Beat: Rhythm Paradise, est également celui de Megamix. Il était assisté par Takumi Hatakeyama, qui a déjà travaillé en tant que programmeur et designer de WarioWare D. I. Y. et Beat the Beat: Rhythm Paradise. Ko Takeuchi reviendra en tant que directeur artistique, et Yoshio Sakamoto en tant que producteur. 
La musique du jeu est composée par Tsunku♂, qui est aussi le producteur du jeu. Certains morceaux de musique des jeux Rhythm Tengoku, Rhythm Paradise (DS) et Beat the Beat: Rhythm Paradise ont été réutilisés pour le jeu. Megamix est le dernier jeu développé par Nintendo SPD1 avant sa fusion avec Nintendo Entertainment Planning and Development.
En 2016, Nintendo a annoncé que le jeu serait lancé en Amérique du Nord, en Europe, en Australie et en Corée «plus tard» cette même année. Le jeu a été publié comme en exclusivité Nintendo eShop  en Amérique du Nord le 15 juin 2016 lors de la conférence Nintendo Treehouse Livestream de l'E3 2016. Le jeu a reçu un lancement physique en Europe, le 21 octobre 2016. Comme pour la version Européenne de Beat the Beat: Rhythm Paradise, la version Européenne de ce jeu donne le choix entre les paroles en anglais et en japonais.

## Accueil
Rhythm Paradise Megamix a reçu des critiques favorables des journalistes de Famitsu, avec une note de 34/40 (8/8/8/10) au Famitsu Score, et loué pour divers aspects, y compris sa grande variété dans le gameplay et ce, malgré la simplicité des commandes.
Le jeu a démarré premier au classement japonais de Media Create, avec 158 000 exemplaires vendus la première semaine de sa sortie. Selon le site VGChartz qui fournit des estimations de ventes de jeux, il s'est écoulé à plus de 730 000 exemplaires au Japon.